# Спрінг (Техас)
Спрінг (англ. Spring) — переписна місцевість (CDP) в США, в окрузі Гарріс штату Техас. Населення — 62 559 осіб (2020).

## Географія
Спрінг розташований за координатами 30°3′44″ пн. ш. 95°23′2″ зх. д. / 30.06222° пн. ш. 95.38389° зх. д. (30.062169, -95.383966).  За даними Бюро перепису населення США в 2010 році переписна місцевість мала площу 60,99 км², з яких 60,07 км² — суходіл та 0,92 км² — водойми.

## Демографія
Згідно з переписом 2010 року, у переписній місцевості мешкало 54 298 осіб у 18 050 домогосподарствах у складі 14 068 родин. Густота населення становила 890 осіб/км².  Було 19191 помешкання (315/км²).
Расовий склад населення:
| - 63,8 % — білих - 19,5 % — чорних або афроамериканців - 3,1 % — азіатів - 0,6 % — корінних американців - 0,4 % — вихідців з тихоокеанських островів - 9,3 % — осіб інших рас |

До двох чи більше рас належало 3,3 %. Частка іспаномовних становила 28,4 % від усіх жителів.
За віковим діапазоном населення розподілялося таким чином: 30,4 % — особи молодші 18 років, 63,5 % — особи у віці 18—64 років, 6,1 % — особи у віці 65 років та старші. Медіана віку мешканця становила 31,9 року. На 100 осіб жіночої статі у переписній місцевості припадало 94,6 чоловіків;  на 100 жінок у віці від 18 років та старших — 90,7 чоловіків також старших 18 років.
Середній дохід на одне домашнє господарство  становив 78 930 доларів США (медіана — 66 484), а середній дохід на одну сім'ю — 84 623 долари (медіана — 72 025). Медіана доходів становила 52 060 доларів для чоловіків та 40 368 доларів для жінок. За межею бідності перебувало 11,2 % осіб, у тому числі 17,1 % дітей у віці до 18 років та 8,3 % осіб у віці 65 років та старших.
Цивільне працевлаштоване населення становило 28 107 осіб. Основні галузі зайнятості: освіта, охорона здоров'я та соціальна допомога — 19,5 %, транспорт — 12,1 %, роздрібна торгівля — 12,1 %.